# Robert Massin
Pour les articles homonymes, voir Massin.
Robert Massin, dit Massin, né le 13 octobre 1925 à La Bourdinière-Saint-Loup (Eure-et-Loir) et mort le 8 février 2020 à Paris, est un graphiste, typographe, illustrateur, directeur artistique, photographe et écrivain français. 
Figure majeure en France du graphisme et de la typographie avec Pierre Faucheux, Jacques Daniel et Jacques Darche, notamment dans le domaine de l’édition, il a aussi exercé sous divers pseudonymes : Claude Menuet, Laurent Dherbécourt, Jacques Brell, Leslie Grant.

## Biographie
Après une scolarité au lycée Marceau de Chartres, « c’est en 1947, à 22 ans et alors pigiste qu’il arrive par hasard dans le monde de l’édition quand on lui
confie le bulletin mensuel du Club
français du livre ». Il apprend le métier de typographe auprès de son maître et futur rival, le typographe et maquettiste Pierre Faucheux. Il exerce d’abord pour le Club français du livre, puis pour le Club du meilleur livre.
Son entrée, en 1958, aux éditions Gallimard marque le début du travail d’édition qui fera évoluer l’image traditionnelle de la maison, notamment en redessinant le logo NRF et en remplaçant la mention Librairie Gallimard par la seule marque Gallimard. Robert Massin produit notamment des maquettes pour des collections de poésie et de théâtre avec une approche typographique non conventionnelle, où mots et images sont mis en scène de manière dynamique afin d’améliorer la compréhension du texte. Quelques-unes de ses œuvres les plus remarquables sont Exercices de style (1963) et Cent Mille Milliards de Poèmes (1961) de Raymond Queneau puis, La Cantatrice chauve (1964) d’Eugène Ionesco. L’interprétation typographique par Massin de La Cantatrice Chauve fait le tour du monde en multiples traductions et adaptations, et cette monographie offre une enquête fouillée de sa genèse, notes, brouillons, planches de contacts et contrats à l’appui.
Ce succès porte Robert Massin à d’autres projets, comme la mise en page de Délire à deux (1966) d’Eugène Ionesco, cette fois sans personnages et d’inspiration plus libre, confinant parfois à l’illisibilité. En 1971, lorsque Claude Gallimard lance sa propre collection de livres de poche, les « Folio », c’est Massin qui donne le ton pour la couverture : fond blanc, titre au fer et appel systématique à un illustrateur. De la même façon, c’est lui qui avait présidé en 1966 à la conception de la maquette de la collection « Poche Poésie ». En 1977, c'est encore lui qui mène le lancement et la charte de la collection « L’Imaginaire ». 
Robert Massin prend ensuite la direction d’Hachette-Réalités, puis devient directeur de collection aux éditions Denoël en 1981. Il crée une ligne graphique pour les collections de romans français et étrangers d’Albin Michel avant de travailler pour les éditions Robert Laffont et les éditions La Nuée bleue.
En 2006, il crée l’association Typographies expressives qui a pour objet la promotion d’ouvrages exploitant graphiquement les rapports qui peuvent exister entre la voix humaine (ou la musique) et la typographie, en mettant en pratique la théorie des correspondances entre les sons et les couleurs.
Victime d’un hématome cérébral, Robert Massin meurt le 8 février 2020 à Paris à l’âge de 94 ans.

## Hommages
Plusieurs expositions, en France et à l'étranger, lui ont été consacrées : en 1989, au musée-galerie de la SEITA, puis en 1995 à Strasbourg, et en 2007 à l'École nationale supérieure des arts décoratifs de Paris.

## Œuvre

### Mises en pages majeures
- Cent mille milliards de poèmes, de Raymond Queneau, Gallimard (1961)
- Exercices de style, de Raymond Queneau, Club français du livre, 1963
- La Cantatrice chauve, d'Eugène Ionesco, Gallimard (1964)
- Délire à deux, d'Eugène Ionesco, Gallimard (1966)
- Conversation-sinfonietta de Jean Tardieu, Gallimard (1966)
- Les Mariés de la tour Eiffel, spectacle de Jean Cocteau, Hoëbeke (1994)
- Dîner de têtes de Jacques Prévert, Gallimard (1997)
- Cortège de Jacques Prévert, Gallimard (1998)
- Effets secondaires de Frank Deroche, Le Dilettante (2002)

### Réflexions sur le graphisme
- La Lettre et l'Image. La figuration dans l'alphabet latin du VIIIe siècle à nos jours, avec une préface de Raymond Queneau, Gallimard (1970), nouvelle édition modifiée et augmentée d'un commentaire de Roland Barthes en (1993)
- Zola photographe, avec François Émile-Zola, Denoël (1979)
- L'ABC du métier, Imprimerie nationale (1989)
- La mise en pages, Hoëbeke (1991)
- Azerty, l'alphabet du monde, Gallimard (2004)

### Essais
- L'Amour La Ville, ouvrage collectif, Gallimard (1968)
- Les cris de la ville. Commerces ambulants et petits métiers de la rue, Gallimard (1978)
- Les Célébrités de la rue, Gallimard (1981)
- De la variation, Le Promeneur, (2000)
- Style et Écriture : Du rococo aux arts déco, Albin Michel (2001)
- La Beauce des années cinquante, éditions Jacques Marseille (2003)
- Lexique du parler populaire parisien d'antan, Plon (2008)
- Comment je suis devenu graphiste, édité par l'auteur en 100 exemplaires (2009)

### Romans
- Le Branle des voleurs, La Table Ronde (1983)
- Les Compagnons de la marjolaine, La Table Ronde (1985)
- La Dernière Passion, Albin Michel, (1988)
- La Cour des miracles, Payot, (1991)

#### Sous le pseudonyme de Claude Menuet
- Une enfance ordinaire, Gallimard (1972)
- Le Pensionnaire, Gallimard (1974) - Prix Paul-Flat de l’Académie française 1975
- Les Zazous, Typographies expressives (2009)

### Ouvrages pour la jeunesse
- Le Monde sens dessus dessous, Gallimard Jeunesse (1993)
- Jouons avec les lettres, dessins des Chats pelés, Seuil Jeunesse (1993)
- Jouons avec les chiffres, dessins des Chats pelés, Seuil Jeunesse (1994)
- Le Piano des couleurs, illustrations de Laure Massin, Gallimard Jeunesse (2004)

### Journal
- Continuo : Fragments d'un journal en désordre, Balbec (1988)
- Journal en désordre, 1945-1995, Robert Laffont (1996)
- D'Un Moi l'autre, Une traversée du siècle, Albin-Michel (2016)